# Opération Journeyman

L’opération Journeyman était une opération de la Royal Navy. Elle consista en l’envoi d’un détachement de la marine dans les îles Malouines en novembre 1977 pour empêcher une invasion argentine.
L'opération fut ordonnée par James Callaghan après que cinquante « scientifiques » argentins aient débarqué sur l’île Thule et fait craindre une invasion argentine des Malouines. Les Argentins établirent une base militaire sur Thule. Il est probable cette réaction rapide empêcha une attaque plus sérieuse. La force prévue était dirigée par le sous-marin nucléaire Dreadnought et était également composée de deux frégates, l’Alacrity et le Phoebe (en), et les navires auxiliaires Resource (en) et Olwen (en) comme navires de soutien. Les Argentins prirent rapidement conscience de la présence de la force d’intervention, mais leurs forces restèrent sur Thule et Callaghan décida de ne pas utiliser la force pour les expulser.
Le ministre des Affaires étrangères de l'époque David Owen prétendit plus tard que si le gouvernement de Margaret Thatcher avait pris des mesures similaires rapidement cinq ans plus tard, les Argentins n'auraient pas envahi les Malouines en 1982 et que la guerre des Malouines n’aurait pas eu lieu.

## Règles d’engagement
Les règles d'engagement en 1977 étaient: « Les commandants et commandants de bord doivent répondre à toute agression avec fermeté et tact et doivent montrer une volonté de répondre à toute escalade, mais ne doivent pas dépasser celle montrée par l'ennemi ».
« Tout usage de la force doit être régi par le principe de n'utiliser que la force minimum nécessaire pour atteindre l'objectif ». Cette force doit être utilisée que jusqu'à ce qu'il soit évident « que l'objectif immédiat soit atteint, et ne doit être en aucun cas débordé sur des représailles ».
Il fut dit au commandant du sous-marin: « Si vous êtes attaqué avec des armes [anti-sous-marine] par des forces [argentines], vous devez faire surface ou faire retraite à grande vitesse en profondeur, selon ce qui présentera le moins de risques pour la vie ».
Ils mirent également en place une zone de sécurité de 50 milles, les navires entrant devant s'identifier et préciser leurs intentions. Les documents classés secret relatifs à l'opération Journeyman furent déclassifiés en 2005.